# Понтеканьяно-Фаяно
Понтеканьяно-Фаяно (італ. Pontecagnano Faiano) — муніципалітет в Італії, у регіоні Кампанія,  провінція Салерно.
Понтеканьяно-Фаяно розташоване на відстані близько 250 км на південний схід від Рима, 60 км на схід від Неаполя, 11 км на схід від Салерно.
Населення — 25 914 осіб (2014).

## Демографія
Населення за роками:

Станом на 1 січня 2023 року в муніципалітеті офіційно проживав 2181 іноземець з 56 країн, серед них 741 громадянин країн Євросоюзу та 405 громадян України.

## Сусідні муніципалітети
- Баттіпалья
- Белліцці
- Джиффоні-Валле-П'яна
- Монтекорвіно-Пульяно
- Салерно